# Bruzzano Zeffirio
Bruzzano Zeffirio – miejscowość i gmina we Włoszech, w regionie Kalabria, w prowincji Reggio Calabria.
Według danych na rok 2004 gminę zamieszkiwały 1343 osoby, 67,2 os./km².